# Mae Koime
Mae Koime (Kerema, 14 dicembre 1983) è un'ex velocista papuana.

## Biografia
Per lungo tempo primatista della velocità in Papua Nuova Guinea, ha rappresentato il proprio paese con successo in numerose manifestazioni continentali. Koime ha inoltre partecipato con la delegazione nazionale a due edizioni consecutive dei Giochi olimpici ad Atene 2004 e a Pechino 2008. Dal 2003 al 2007 ha preso parte anche a tre edizioni dei Mondiali.

## Palmarès
| Anno | Manifestazione               | Sede         | Evento      | Risultato  | Prestazione | Note |
| ---- | ---------------------------- | ------------ | ----------- | ---------- | ----------- | ---- |
| 2001 | Mini-Giochi del Sud Pacifico | Kingston     | 100 m piani | Argento    | 12"61       |      |
| 2001 | Mini-Giochi del Sud Pacifico | Kingston     | 4×100 m     | Argento    | 49"74       |      |
| 2001 | Mini-Giochi del Sud Pacifico | Kingston     | 4×400 m     | Argento    | 4'07"15     |      |
| 2002 | Mondiali juniores            | Kingston     | 100 m piani | Semifinale | 12"17       |      |
| 2002 | Campionati oceaniani         | Christchurch | 400 m hs    | Oro        | 69"15       |      |
| 2003 | Giochi del Sud Pacifico      | Suva         | 400 m hs    | Bronzo     | 64"16       |      |
| 2003 | Giochi del Sud Pacifico      | Suva         | 4×100 m     | Argento    | 48"95       |      |
| 2003 | Giochi del Sud Pacifico      | Suva         | 4×400 m     | Argento    | 4'04"83     |      |
| 2003 | Mondiali                     | Saint-Denis  | 200 m piani | Batteria   | 26"03       |      |
| 2004 | Giochi olimpici              | Atene        | 100 m piani | Batteria   | 12"00       |      |
| 2004 | Campionati oceaniani         | Townsville   | 100 m piani | Oro        | 12"02       |      |
| 2004 | Campionati oceaniani         | Townsville   | 200 m piani | Oro        | 24"68       |      |
| 2005 | Mondiali                     | Helsinki     | 200 m piani | Batteria   | 25"31       |      |
| 2005 | Mini-Giochi del Sud Pacifico | Koror        | 100 m paini | Oro        | 12"03       |      |
| 2005 | Mini-Giochi del Sud Pacifico | Koror        | 200 m paini | Oro        | 24"69       |      |
| 2005 | Mini-Giochi del Sud Pacifico | Koror        | 400 m paini | Oro        | 57"10       |      |
| 2005 | Mini-Giochi del Sud Pacifico | Koror        | 4×100 m     | Argento    | 49"16       |      |
| 2005 | Mini-Giochi del Sud Pacifico | Koror        | 4×400 m     | Oro        | 3'58"97     |      |
| 2006 | Giochi del Commonwealth      | Melbourne    | 100 m piani | Semifinale | 11"71       |      |
| 2006 | Campionati oceaniani         | Apia         | 100 m piani | Oro        | 11"79       |      |
| 2006 | Campionati oceaniani         | Apia         | 200 m piani | Argento    | 24"29       |      |
| 2006 | Campionati oceaniani         | Apia         | 400 m piani | Argento    | 56"75       |      |
| 2006 | Campionati oceaniani         | Apia         | 4×100 m     | Oro        | 48"30       |      |
| 2007 | Mondiali                     | Osaka        | 100 m piani | Batteria   | 11"64       |      |
| 2007 | Giochi del Pacifico          | Apia         | 100 m paini | Argento    | 11"57       |      |
| 2007 | Giochi del Pacifico          | Apia         | 200 m paini | Argento    | 23"86       |      |
| 2007 | Giochi del Pacifico          | Apia         | 4×100 m     | Oro        | 45"99       |      |
| 2007 | Giochi del Pacifico          | Apia         | 4×400 m     | Oro        | 3'40"55     |      |
| 2008 | Giochi olimpici              | Pechino      | 100 m piani | Batteria   | 11"68       |      |
| 2008 | Campionati oceaniani         | Saipan       | 100 m piani | Oro        | 11"66       |      |
| 2008 | Campionati oceaniani         | Saipan       | 200 m piani | Oro        | 24"11       |      |
| 2008 | Campionati oceaniani         | Saipan       | 4×100 m     | Oro        | 47"27       |      |
| 2010 | Campionati oceaniani         | Cairns       | 100 m piani | 6ª         | 12"98       |      |
| 2010 | Campionati oceaniani         | Cairns       | 200 m piani | 6ª         | 26"06       |      |
| 2010 | Campionati oceaniani         | Cairns       | 4×100 m     | Oro        | 46"86       |      |

## Altre competizioni internazionali
2002
- Coppa Oceania ( Apia):  nei 100 m piani - 12"22 ;  nei 200 m piani - 25"16

2005
- Campionati melanesiani ( Lae):  nei 100 m piani - 11"96;  nei 400 m piani - 56"52